# FV Illertissen
Maillots
Actualités
Le FV Illertissen (forme longue : Fußballverein Illertissen e. V.) est un club allemand de football basé à Illertissen, en Bavière. Le club a été fondé en 1921, et bien qu'il soit basé en Bavière, le club était affilié jusqu'en 2012 à la WFV.

## Histoire
Bien que la ville d'Illertissen soit en Bavière, sa proximité avec d'autres villes dans le Land de Bade-Wurtemberg lui permet de participer dans les compétitions de ce Land. En 1963, le club devient le premier club bavarois à remporter le Württembergischer-Pokal, en battant le SV Hussenhofen (de).
Le club évolue dans les divisions inférieures pendant la majorité de son histoire. Il remporte sa promotion en Landesliga Württemberg (6e division) en 1979, et y évolue jusqu'en 1987. Après un bref passage en Bezirksliga (7e division), le club revient en 6e division, puis est promu en Verbandsliga (5e division) en 2003.
Une rivalité existe avec le SpVgg Au/Iller (de), club voisin évoluant également dans les compétitions wurtembergeoises. Après plusieurs années passées à s'affronter en Verbandsliga Württemberg (5e division), les deux clubs sont reversés dans l'Oberliga Bade-Wurtemberg en 2008, suite à la création de la 3. Liga. Au avait déjà par le passé évolué dans cette compétition, alors la 4e division, et a de ce fait été le premier club bavarois à y évoluer. Le FV Illertissen s'est qualifié pour l'Oberliga via un tour de promotion, comme le Kehler FV (de).

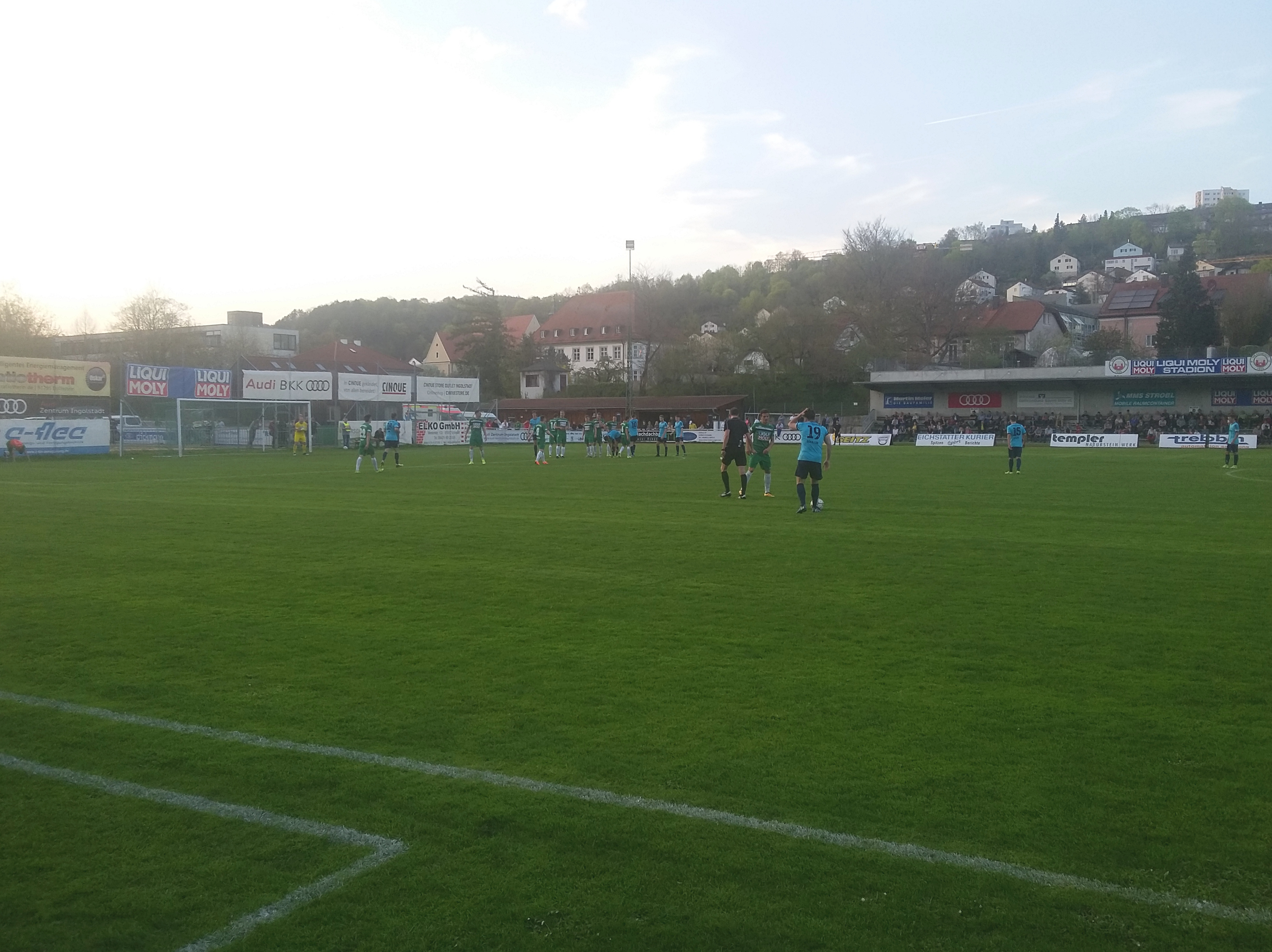
Coup franc pour le FV Illertissen lors d'un match de Regionalliga Bavière, en déplacement sur la pelouse du (1-1) le 17 avril 2018

Le club annonce en décembre 2011, le club décide de passer sous la coupe de la BFV à partir de la saison 2012-2013, en raison notamment de l'introduction de la Regionalliga Bavière. Ainsi le club n'a qu'à finir 9e ou mieux lors de la saison 2011-2012 d'Oberliga Bade-Wurtemberg, ce qu'il accomplira largement avec une 4e place,. Lors de la saison 2012-2013, le club termine 3e, derrière les réserves du TSV 1860 Munich et du Bayern Munich. Ainsi le club se qualifie pour le DFB-Pokal 2013-2014, en tant que meilleure équipe hors réserves. Il sera éliminé au 1er tour par l'Eintracht Francfort.
Le club répètera ce succès lors de la saison suivante, finissant 2e derrière la réserve du Bayern Munich, et est donc logiquement qualifié pour le DFB-Pokal 2014-2015. Le club est à nouveau éliminé au 1er tour, cette fois par le Werder Brême après prolongation, mais reçoit 140 000 €, et les bénéfices liés aux tickets d'entrée.
Le club se stabilise en Regionalliga Bavière lors des saisons suivantres, avec une 9e place en 2014-2015, puis une 5e place en 2015-2016 et 2016-2017.
Lors de la saison 2021-2022, le club remporte le Bayerischer Totopokal, son premier Verbandspokal depuis 1963. Le club conserve son titre la saison suivante. Ainsi le club participe au DFB-Pokal lors des saisons 2022-2023 et 2023-2024.

## Palmarès
- Württembergischer-Pokal : 1963
- Meilleur club hors réserves en Regionalliga Bavière : 2013, 2014
- Bayerischer Pokal : 2022, 2023, 2025
  - De ce fait, participation au DFB-Pokal : 2013-2014, 2014-2015, 2022-2023, 2023-2024, 2025-2026

## Stade

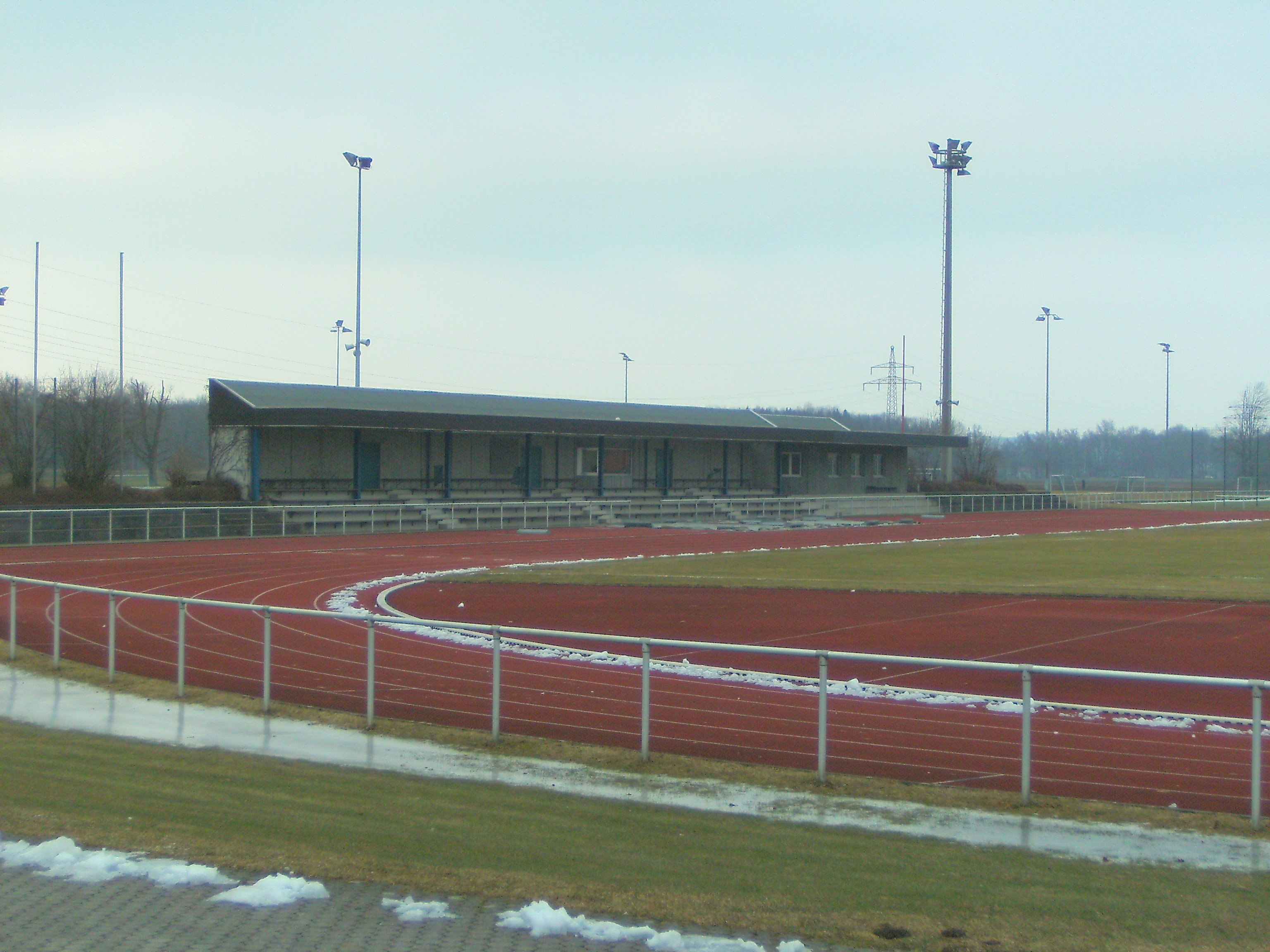
Stade du FV Illertissen (2009)

Le FV Illertissen évolue dans le Vöhlinstadion (de) dans le Sportzentrum Illertissen. Le stade comporte 3 000 places, dont 600 places assises. Le nom du stade provient de la famille Vöhlin, qui a régné sur la ville pendant plusieurs siècles.